# Malta na Zimowych Igrzyskach Olimpijskich 2014
Maltę na Zimowych Igrzyskach Olimpijskich 2014 reprezentowała jedna zawodniczka – narciarka alpejska Elise Pellegrin. Start w Soczi był debiutanckim występem Malty na zimowych igrzyskach olimpijskich.

## Skład reprezentacji

### Narciarstwo alpejskie

#### Kobiety
- Elise Pellegrin

| Konkurencja     | Zawodniczka     | Zjazd (1.) | Zjazd (1.) | Zjazd 2. | Zjazd 2. | Suma    | Miejsce |
| Konkurencja     | Zawodniczka     | Czas       | Miejsce    | Czas     | Miejsce  | Suma    | Miejsce |
| --------------- | --------------- | ---------- | ---------- | -------- | -------- | ------- | ------- |
| Zjazd           | Elise Pellegrin | -          | -          |          |          |         |         |
| Supergigant     | Elise Pellegrin | -          | -          |          |          |         |         |
| Slalom gigant   | Elise Pellegrin | 1:36.85    | 72.        | 1:36.27  | 64.      | 3:13.12 | 65.     |
| Slalom          | Elise Pellegrin | 1:07.10    | 52.        | 1:02.73  | 39.      | 2:09.83 | 42.     |
| Superkombinacja | Elise Pellegrin | -          | -          | -        | -        | -       | -       |